# 荒川静香
荒川 静香（あらかわ しずか、1981年12月29日 - ）は、神奈川県鎌倉市出身の、1990年代から2000年代にかけて活躍した日本のフィギュアスケート選手（女子シングル）である。マネジメントはユニバーサルスポーツマーケティング「USM」在籍（2007年 - ）
主な戦績は、2006年トリノオリンピック金メダル、2004年世界選手権優勝、1998年長野オリンピック13位、1997年・1998年全日本選手権2連覇、2003年ユニバーシアード冬季大会・冬季アジア競技大会・2004年NHK杯各優勝、2004年GPファイナル2位など。
神奈川県鎌倉市出身だが、利府町に約10年間住んでいた縁から、利府町の観光大使に就任。
アジア選手として初めて冬季オリンピックフィギュアスケート競技で金メダルを獲得し、「東洋の女神」と称えられた。

## 人物
1981年（昭和56年）12月29日、東京都品川区にある関東逓信病院で生まれ、サラリーマンの父と幼稚園教諭の母のもと、神奈川県鎌倉市で育てられた。名前の「静香」は、鎌倉に縁の深い静御前に因む。1983年（昭和58年）春、父親の転勤に伴って、1歳4ヶ月で宮城県仙台市に転居、1993年（平成5年）「宮城郡 利府町」に転居し、約10年間 宮城郡 利府町に在住。利府町立しらかし台小学校、その後 利府町立しらかし台中学校 へ。1997年（平成9年）、県下ではアイスホッケーやフィギュアスケートが盛んなことで知られる東北高等学校に入学。2000年（平成12年）早稲田大学教育学部に入学し、卒業後の2004年（平成14年）春よりプリンスホテル（東京都）に所属。2013年（平成25年）12月29日、自らの誕生日に一般男性との結婚を発表した。2014年11月6日に第1子（長女）を出産した。2018年5月23日、第2子（長男）出産を報告。
公式サイト上には「出身地：神奈川県鎌倉市（出生地：東京都品川区）」と記載されている が、マスメディアではしばしば「宮城県出身」と紹介される。乳児期から高校卒業までを宮城県で過ごし、小学生時から「宮城郡利府町」に住み、約10年間を過ごした。トリノオリンピック の2006年2月当時も実家は利府町にあった。
荒川家は一般的なサラリーマン家庭で、生活費用を圧迫するフィギュアスケート活動継続のために、母親が衣装を手作りするなどの多くの支えがあったという。
海外メディアからは、ポーカーフェイスであることもあり「クールビューティー」と称されていた。日本での愛称はしーちゃん。尊敬するスケーターはクリスティー・ヤマグチと佐藤有香。佐藤有香は1998-1999年シーズンの振付も担当している。安藤美姫や恩田美栄、鈴木明子には特に慕われており、プライベートでも非常に仲が良い。2度にわたってオリンピック代表の座を争った村主章枝との間には確執が取り沙汰されていたが、トリノオリンピック中に一緒に食事をするなどし、和解が報じられた（村主章枝#人物参照）。
趣味はグルメで、フィギュアスケート界きっての大食漢であることが知られている。アイスクリームは好物であるものの、特にチョコミントアイスクリームだけは苦手としている。意外な趣味としてはバイク。2011年11月に大型二輪免許を取得している。愛車はヤマハ・ボルト。2023年時点では愛車は電動ママチャリだが「機会があれば乗り回したい」と述べている。シーズー1匹と3匹のカニンヘンダックスフントを飼っている愛犬家。

## 経歴

### 長野オリンピック出場
幼少時は水泳、体操、英会話、書道、そろばん、ピアノなど様々な習い事をしていた。なかでも3歳から始めた水泳では6歳までに全泳法を覚えたという。5歳のとき遊びに行った勝山スケーティングクラブでスケートに興味を持ち「ちびっこスケート教室」に入会した。小学1年生のとき、オレンジワン泉（現・アイスリンク仙台） のスケートクラブ「泉DLLアカデミー」に入会し、長久保裕の指導のもと本格的にフィギュアスケートを始めた。小学3年生のときに5種類の3回転ジャンプをマスターし「天才少女」と呼ばれた。小学5年生で第1回野辺山合宿に参加。小学6年生で全日本ジュニア選手権に初出場し、7位となった。また、1994年に初めての国際大会であるトリグラフトロフィーに出場し、優勝を果たした。
1994年、中学1年生で2度目の全日本ジュニア選手権に出場し優勝、以降この大会で史上初の3連覇を果たした。同様に全国中学校スケート・アイスホッケー大会でも3連覇を達成した。1995年、中学2年生で出場した国際大会のネーベルホルン杯では3回転-3回転のコンビネーションジャンプを成功させてシニアの部で優勝。1997年、中学3年生でシニアの第65回全日本選手権に特例出場し、村主章枝に次いで2位に入った。同年の世界選手権の日本女子シングル代表枠は2枠だったが、荒川にはまだシニアでの実績がなかったためと、同回全日本選手権にケガで欠場した横谷花絵が特例で選出されたため、荒川の世界選手権入りはならなかった。
シニアへ完全移行1年目の1997-1998シーズン、第66回全日本選手権でライバルの村主らと競り合う中で高校1年生で初優勝を果たし、1枠しかなかった1998年長野オリンピックと1998年世界選手権の代表の座を勝ち取る。自身初のオリンピック出場となる長野五輪女子シングルでは、SPでは3回転ルッツ-3回転トウループのコンビネーションジャンプを成功させたが、フリップがダブルとなり14位。フリーではルッツが2回共2回転と失敗、最後の3回転トウループを転倒するなど本調子では無かったが14位、総合で13位に入った。しかし一方、同じく初の代表だった1998年世界選手権では、ジャンプミスが続いて総合22位に終わった。
1998-1999シーズン、第67回全日本選手権では再び村主に競り勝ち2連覇を果たす。1999年アジア冬季競技大会では2位となったが、この年から始まった1999年四大陸選手権で6位に終わり、1999年世界選手権の代表入りを逃した。1999-2000シーズンは不調で低迷、昨年に続き世界選手権に選出されなかった。

### 世界選手権優勝

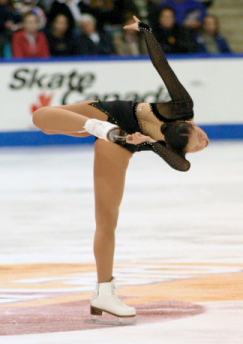
2003年スケートカナダ

自己推薦入試で早稲田大学に進学、初めて親元を離れて東京での生活を始める。2000-2001シーズンは新横浜のプリンスクラブに在籍、染矢慎二に師事し初めてマンツーマンでのレッスンを経験する。このシーズンから、プログラムの音楽を表現する気持ちが芽生えたという。第69回全日本選手権は2位だったものの、国際大会ではふるわなかった。
2001-2002シーズンからは佐藤久美子に師事。2002年ソルトレークシティオリンピックの女子シングル日本代表枠は2枠あったが、1枠はグランプリファイナルに進出した恩田美栄が早々と五輪内定に。残り1枠が賭かった全日本選手権では、またしても村主との激闘を繰り広げたが、ジャンプ失敗が響いて総合2位に敗れ、2大会連続の五輪代表選出はかなわなかった。ただし四大陸選手権では、五輪代表の恩田（3位）を上回り総合2位と健闘した。
2002-2003シーズン、練習拠点を神宮外苑スケート場に移し佐野稔に師事、振付はニコライ・モロゾフに依頼した。2002年末の第71回全日本選手権で3位になった後、年明けはユニバーシアード冬季競技大会、冬季アジア大会で立て続けに優勝。さらに四大陸選手権では2年連続の2位、初進出のグランプリファイナルでは4位となった。世界選手権直前に、リチャード・キャラハンの指導を受けることになった。5年ぶりに出場した世界選手権では、SPでスピンに入る前に氷の溝にはまる不運で転倒、さらに肩を脱臼するアクシデントに見舞われたが、スピンをしながら肩をはめ直し最後まで滑りきった。フリーでは3回転ルッツ-3回転トウループ-2回転ループと高難度のコンビネーションを決め、初の入賞となる総合8位となった。
2003-2004シーズンは本格的にアメリカに練習場所を移し、キャラハンコーチの下で練習を続けた。GPファイナルを含むGPシリーズ4戦全てで表彰台に上がり、全日本選手権3位ながら世界選手権の代表に選ばれた。世界選手権の3週間前、急遽コーチをタチアナ・タラソワに変更。世界選手権はフリーで3回転ルッツ-3回転トウループ-2回転ループ、3回転サルコウ-3回転トウループのコンビネーションジャンプを含む全ての要素を完璧に決め、技術点では6.0満点も獲得して総合優勝を果たし、日本人選手として10年ぶり3人目の金メダリストに輝いた。実はこの当時、予選直前に左足坐骨を骨折する大ケガを負ったが、軽い肉離れだと思って競技を続けていたという。当時はシーズンいっぱいでの競技引退、プロスケーター転向を決意していたが、大学卒業後もプリンスホテルに所属して競技を続けることになった。卒業論文は「スポーツとマスコミの考察」。元々マスコミが苦手であったが、研究することで取材する側の気持ちが理解できるようになったという。

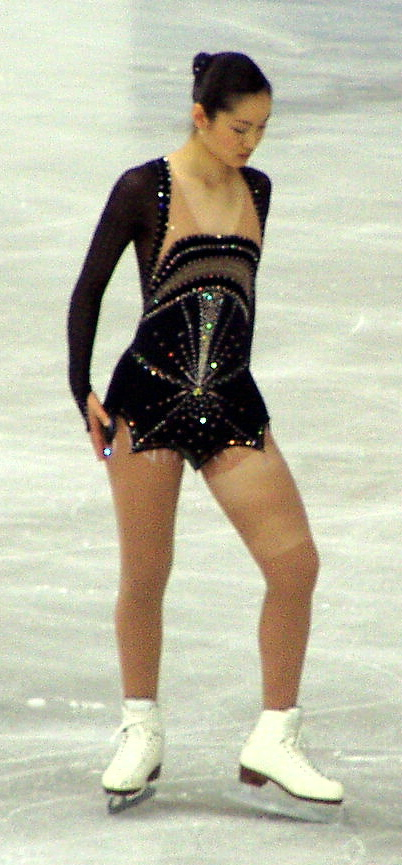
2004年世界選手権

### トリノオリンピックで日本代表唯一の金メダル獲得
2004-2005シーズン、NHK杯で初優勝。GPファイナルでは自身最高の2位に入る。しかし全日本選手権はSP1位だったが、足の怪我でフリーを棄権。それでも昨年優勝の実績により、世界選手権に3年連続で選出された。世界選手権のSPは5位につけたが、フリー演技では必須のアクセルジャンプを跳び忘れるなどで得点が伸びず、総合9位に沈んだ。
2005-2006シーズンは中国杯とエリック・ボンパール杯でそれぞれ3位につけたものの、グランプリファイナル進出を逃してしまった。この時は「日本選手3人がグランプリファイナルで表彰台に上がりオリンピック出場枠が埋まったら?」と記者に質問された際、「引退する」と発言していたが、全日本選手権で3位に入ったことで、8年ぶり2回目の五輪出場となるトリノオリンピック代表選出が決まった。
2005年12月、タラソワとの師弟関係を解消する。理由は、タラソワの新採点方式への対応が遅れていたので氷上で直接指導するニコライ・モロゾフについてステップのレベルを上げようとしたところ、タラソワとモロゾフが共同作業を拒んだため。その後、正式にモロゾフの指導を受けることにし、国内では佐藤久美子に師事することとなった。加えて、SPとフリーのプログラムを同時に変更した。フリーで使用していた「幻想即興曲」をSPに回し、フリーは2004年世界選手権優勝時にも使用した「トゥーランドット」にした。
トリノ五輪女子シングル（SP：2月21日、FS：2月23日）では、SPでほぼノーミスの内容で3位につけ、荒川・サーシャ・コーエン・イリーナ・スルツカヤの上位3人全員が66点台に乗せ、1点差以内に並ぶ大接戦となった。フリーではループジャンプがダブルとなった以外は完璧の演技を披露、自己最高得点をたたきだして1位となり、会場の観衆からはスタンディングオベーションの賞賛を受けた。合計スコア191.34で総合優勝を果たし、アジア選手として五輪フィギュア史上初の金メダル（併せて同五輪日本代表選手として唯一のメダル）を獲得。五輪女子フィギュア史上最年長（24歳）の金メダル獲得でもあった。ショートプログラム (SP) とフリースケーティング（フリー）で合計7つあるスピンと2つあるスパイラルの全てでレベル4を獲得し、2つのステップはともに事実上最高難度であるレベル3を獲得した。このようにレベルの取りこぼしが1つもなかったのは出場選手中荒川ただ1人であり、また、ISUジャッジングシステム導入後のISU公式試合を通じても初めてのことであった。演技構成点で8点台をマークしたのも荒川ただ一人だった。
トリノ五輪後の世界選手権（3月19日 - 26日）にも選ばれていたが、調整不足のため出場を辞退した（代替選手は恩田美栄）。同選手権終了の次の日にあたる3月27日（月）、仙台市都心部の東二番丁通りにて凱旋パレードが実施され、沿道には約7万3000人の観衆が集まった。同年5月7日、記者会見でアマチュア競技引退とプロ転向を表明。会見の席で「今後は自身の演技力の向上やスケート界を広くサポートしていきたい」と語った。

### プロ転向後
2006年5月8日、自身で企画・プロデュースしたアイスショー「フレンズ・オン・アイス」を開催。同年6月からは「チャンピオンズ・オン・アイス 2006」に、11月にはプロフィギュアスケートの祭典「アイス・ウォーズ」に参加するなど、トリノオリンピックから1年の間に国内外の様々なアイスショーに出演した。
2007年4月3日、小学校から高校を卒業するまで練習拠点としていた「アイスリンク仙台」でスケート教室を開いた。7月28日には、長野県南牧村で開かれた日本スケート連盟主催のアイスショー「野辺山サマーフェスティバル・オン・アイス」にサプライズゲストとして出演。2010年3月19日と21日に米ABCで放映されたスペシャル番組『Thin Ice』（有名スケーターが男女でペアを組み、対戦するという内容）ではステファン・ランビエールとペアを組んで 総合3位となったが、視聴者投票では1位、と好評を得た。
2011年に石川翔子のフリープログラム「ミス・サイゴン」の振り付けを行った。これは荒川による初めての競技プログラムの振り付けである。2012年9月23日、日本スケート連盟評議員会で史上最年少の30歳で日本スケート連盟理事に選任された。2012年10月5日に行われたプロアマ混合の国際大会、第1回メダルウィナーズ・オープンで優勝し初代女王となった。2014年10月8日、日本スケート連盟役員改選にて史上最年少の32歳で日本スケート連盟副会長に選任された。2014年4月16日、自身の公式HPで妊娠3か月を公表し、当分の間アイスショーへの出演辞退を表明する。同年11月長女を出産、約1か月後の同年12月、グランプリファイナルで解説者として仕事復帰を果たす。2016年4月にワシントン州スポケーンで初開催されたコーセー・チームチャレンジカップでアジアチームのチームキャプテンを務めた。2018年4月17日、日本人として3人目の世界フィギュアスケート殿堂入りが発表された。2018年5月に第2子（長男）を出産。2022年9月で日本スケート連盟副会長を任期満了で退任。
現在はアイスショー出演、バラエティ番組の出演、スケート解説、オリンピックキャスターを務めるなどの活動している。

## その他
- 野辺山合宿は全国の隠れた才能を掘り起こすのが目的だったが、実は「宮城の天才少女、荒川静香」を抜擢するのも狙いの一つだった。ところが1992年7月に初めて開かれた合宿に、荒川は宮城県連の推薦が得られず応募できなかった。慌てたスケート連盟は同年9月に改めて合宿を開き、荒川を追加招集した。以降、都道府県連の推薦が無くても直接応募できるように手続きが変えられた[50]。
- トリノオリンピック一ヶ月前に、セントルイスから拠点のコネチカットに帰る途中、死を覚悟した体験があったという。空港上空で後輪が出ないため胴体着陸をするアナウンスが流れた時、「もし生き延びたら、トリノでは感謝の気持ちで演技しようと思った」と回顧している[51]。
- トリノオリンピック女子シングル金メダルに輝いたことを記念して、出身校の仙台市立台原小学校にヤエベニシダレが植樹された。名称は「チェリーバウアー (Cherry Bauer)」。
- トリノオリンピックの練習時に、アメリカの音響機器メーカー・ボーズが発売したノイズキャンセリングヘッドホン「QuietComfort」を装着している映像が幾度も流れ、ボーズ株式会社に問い合わせが殺到。認知度アップおよび売り上げアップに貢献した[52]。
- 2011年11月に「完全に思いつき」でオートバイの大型運転免許を取得した。愛車はヤマハ・XVS1300CAストライカー[53]。ただし免許取得後は全くオートバイに乗っていないとのことで、そのため2012年末には『大人のバイク時間 MOTORISE』（BS11）の企画で改めて講習を受けることになった[54]。2013年、ヤマハ発動機販売よりヤマハのバイクPR大使「JAPAN CRUISING アンバサダー」に任命され[55]、講習会やミーティングイベントに参加している[56]。2014年にはヤマハ発動機本社を訪問、ヤマハ・ボルトを贈呈された[57]。

## 技術・演技
スケーティングには重厚感と伸びがある。

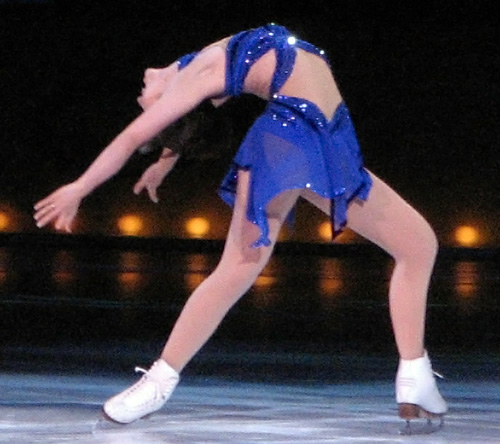
荒川静香のイナバウアー　側方から

競技では用いなかったものの、トリノオリンピックの公式練習では3回転ルッツ-3回転ループの2連続3回転や、3回転サルコウ-3回転トウループ-3回転ループ、3回転トウループ-3回転トウループ-3回転ループの3連続3回転を披露しているほか、練習では3回転アクセルや4回転トウループを跳んだこともあった。ジャンプの種類ではルッツを得意とする一方、フリップでは踏み切る瞬間にアウトサイドエッジに乗ってしまう「リップ」になりがちだった。

大きく上体を反らせた「レイバック・イナバウアー」は特徴的。トリノオリンピック後はものまねが流行し、2006年の新語・流行語大賞を受賞するまでになった。競技では決して加点されることのないイナバウアーを彼女が敢えて取り入れたのは、長野オリンピックで実際に見たスルヤ・ボナリーのバックフリップを見て大感動したからだった。禁止ワザで大減点されたにもかかわらず観衆の大喝采を浴びたそのパフォーマンスを見て、ルールに縛られて自分らしさを失うより、人々の記憶に残るスケーターになりたいと強く思ったからだと語っている。

身体がとても柔軟で、ビールマンスピンの練習を始めたころは「体が柔らかすぎてグニャグニャなので、どこで止めるのかが難しい」と言っていた。

## 記録
新採点システム:
- ショートプログラム世界最高得点 59.02点（2003 スケートアメリカ）[65]
- フリースケーティング世界最高得点 113.37点（2003 スケートアメリカ）[66]
- 合計スコア世界最高得点 172.39点（2003 スケートアメリカ）[67]
- 新採点システムによる女子シングル初3回転ルッツ－3回転トウループ（2003 スケートカナダ フリースケーティング）[68]
- 新採点システムによる女子シングル初3回転サルコウ－3回転トウループ（2004 NHK杯 フリースケーティング）[69]

旧採点システム:
- 女子史上2人目の技術点6.0満点（2004世界選手権フリースケーティング）[70]

その他:
- 冬季オリンピック女子シングル史上最年長金メダリスト（24歳56日）[71]
- フィギュアスケート競技アジア初金メダリスト
- 全日本フィギュアスケートジュニア選手権史上初3連覇（1994、1995、1996年）

## 主な戦績
| 大会/年              | 93-94 | 94-95 | 95-96 | 96-97 | 97-98 | 98-99 | 99-00 | 00-01 | 01-02 | 02-03 | 03-04 | 04-05 | 05-06 |
| -------------------- | ----- | ----- | ----- | ----- | ----- | ----- | ----- | ----- | ----- | ----- | ----- | ----- | ----- |
| 冬季オリンピック     |       |       |       |       | 13    |       |       |       |       |       |       |       | 1     |
| 世界選手権           |       |       |       |       | 22    |       |       |       |       | 8     | 1     | 9     | 辞退  |
| 四大陸選手権         |       |       |       |       |       | 6     |       | 6     | 2     | 2     |       |       |       |
| 全日本選手権         |       |       |       | 2     | 1     | 1     | 5     | 2     | 2     | 3     | 3     | 棄権  | 3     |
| 冬季アジア大会       |       |       |       |       |       | 2     |       |       |       | 1     |       |       |       |
| GPファイナル         |       |       |       |       |       |       |       |       |       | 4     | 3     | 2     |       |
| GP中国杯             |       |       |       |       |       |       |       |       |       |       |       |       | 3     |
| GPエリック杯         |       |       |       |       |       |       |       | 9     | 6     |       | 2     |       | 3     |
| GPロシア杯           |       |       |       |       |       |       |       | 7     |       | 5     |       | 2     |       |
| GPNHK杯              |       |       |       | 7     | 6     | 8     | 5     |       |       | 3     |       | 1     |       |
| GPスケートアメリカ   |       |       |       |       |       | 9     |       |       | 4     |       | 3     |       |       |
| GPスケートカナダ     |       |       |       |       |       |       |       |       |       |       | 2     |       |       |
| GPスパルカッセン杯   |       |       |       |       | 7     |       | 5     |       |       |       |       |       |       |
| ユニバーシアード     |       |       |       |       |       |       |       |       |       | 1     |       |       |       |
| ネーベルホルン杯     |       | 2     | 1     |       |       |       |       |       |       |       |       |       |       |
| 世界Jr.選手権        |       | 8     | 7     | 8     |       |       |       |       |       |       |       |       |       |
| 全日本Jr.選手権      | 7     | 1     | 1     | 1     |       |       |       |       |       |       |       |       |       |
| トリグラフトロフィー | 1 N   |       |       |       |       |       |       |       |       |       |       |       |       |

### 詳細
| 2005-2006 シーズン  |                                                      |         |          |          |
| 開催日              | 大会名                                               | SP      | FS       | 結果     |
| 2006年2月10日-26日  | トリノオリンピック（トリノ）                         | 3 66.02 | 1 125.32 | 1 191.34 |
| 2005年12月23日-25日 | 第74回全日本フィギュアスケート選手権（東京）         | 1 68.76 | 4 118.60 | 3 187.36 |
| 2005年11月17日-20日 | ISUグランプリシリーズ エリック・ボンパール杯（パリ） | 3 57.98 | 2 115.32 | 3 173.30 |
| 2005年11月3日-6日   | ISUグランプリシリーズ 中国杯（北京）                 | 3 57.56 | 2 116.04 | 3 173.60 |
| 2005年10月8日       | キャンベル国際                                       | -       | 3 105.86 | 3 105.86 |
| 2005年10月1日       | ジャパンインターナショナルチャレンジ2005（西東京）   | -       | 2 110.87 | 2 110.87 |

| 2004-2005 シーズン  |                                                        |         |         |          |          |
| 開催日              | 大会名                                                 | 予選    | SP      | FS       | 結果     |
| 2005年3月14日-20日  | 2005年世界フィギュアスケート選手権（モスクワ）         | 4 25.79 | 5 59.95 | 9 99.99  | 9 185.73 |
| 2004年12月24日-26日 | 第73回全日本フィギュアスケート選手権（横浜）           | -       | 1 67.68 | 棄権     | -        |
| 2004年12月16日-19日 | 2004/2005 ISUグランプリファイナル（北京）              | -       | 2 64.10 | 4 96.14  | 2 160.24 |
| 2004年11月25日-28日 | ISUグランプリシリーズ ロシア杯（サンクトペテルブルク） | -       | 3 56.70 | 3 98.82  | 2 155.52 |
| 2004年11月4日-7日   | ISUグランプリシリーズ NHK杯（名古屋）                  | -       | 1 64.20 | 2 114.86 | 1 179.06 |
| 2004年10月1日       | キャンベル国際（セントポール）                         | -       | -       | 2        | 2        |

| 2003-2004 シーズン     |                                                           |      |         |          |          |
| 開催日                 | 大会名                                                    | 予選 | SP      | FS       | 結果     |
| 2004年4月6日           | マーシャル国際                                            | -    | -       | 2        | 2        |
| 2004年3月22日-28日     | 2004年世界フィギュアスケート選手権（ドルトムント）        | 1    | 2       | 1        | 1        |
| 2003年12月25日-26日    | 第72回全日本フィギュアスケート選手権（長野）              | -    | 1       | 4        | 3        |
| 2003年12月12日-14日    | 2003/2004 ISUグランプリファイナル（コロラドスプリングス） | -    | 5 53.34 | 3 114.23 | 3 167.57 |
| 2003年12月5日          | 国際チャレンジ                                            | -    | -       | 2        | 2        |
| 2003年11月14日-16日    | ISUグランプリシリーズ ラリック杯（パリ）                  | -    | 2 62.34 | 2 109.78 | 2 172.12 |
| 2003年10月30日-11月2日 | ISUグランプリシリーズ スケートカナダ（ミシサガ）          | -    | 3 58.20 | 2 123.99 | 2 182.19 |
| 2003年10月22日-26日    | ISUグランプリシリーズ スケートアメリカ（レディング）      | -    | 2 59.02 | 3 113.37 | 3 172.39 |

| 2002-2003 シーズン     |                                                           |      |    |    |      |
| 開催日                 | 大会名                                                    | 予選 | SP | FS | 結果 |
| 2003年4月8日           | マーシャル国際                                            | -    | -  | 7  | 7    |
| 2003年3月24日-30日     | 2003年世界フィギュアスケート選手権（ワシントンD.C.）      | 4    | 11 | 7  | 8    |
| 2003年2月28日-3月2日   | 2002/2003 ISUグランプリファイナル（サンクトペテルブルク） | -    | 6  | 4  | 4    |
| 2003年2月28日-3月2日   | 2002/2003 ISUグランプリファイナル（サンクトペテルブルク） | -    | 6  | 3  | 4    |
| 2003年2月10日-16日     | 2003年四大陸フィギュアスケート選手権（北京）              | -    | 2  | 2  | 2    |
| 2003年2月1日-8日       | 2003年アジア冬季競技大会（青森）                          | -    | 1  | 1  | 1    |
| 2003年1月16日-26日     | ユニバーシアード冬季大会（タルヴィージオ）                | -    | 1  | 1  | 1    |
| 2002年12月19日-22日    | 第71回全日本フィギュアスケート選手権（京都）              | -    | 7  | 2  | 3    |
| 2002年11月28日-12月1日 | ISUグランプリシリーズ NHK杯（京都）                       | -    | 2  | 3  | 3    |
| 2002年11月21日-24日    | ISUグランプリシリーズ ロシア杯（モスクワ）                | -    | 7  | 4  | 5    |
| 2002年10月19日-20日    | 関東学生フィギュアスケート選手権                          | -    | 1  | 1  | 1    |
| 2002年10月12日-14日    | '02 東京フィギュアスケート選手権（東京）                  | -    | 1  | 1  | 1    |

| 2001-2002 シーズン  |                                                                |    |    |      |
| 開催日              | 大会名                                                         | SP | FS | 結果 |
| 2002年1月22日-27日  | 2002年四大陸フィギュアスケート選手権（全州）                   | 2  | 2  | 2    |
| 2001年12月21日-23日 | 第70回全日本フィギュアスケート選手権（大阪）                   | 2  | 2  | 2    |
| 2001年11月14日-18日 | ISUグランプリシリーズ ラリック杯（パリ）                       | 9  | 4  | 6    |
| 2001年10月24日-28日 | ISUグランプリシリーズ スケートアメリカ（コロラドスプリングス） | 6  | 4  | 4    |

| 2000-2001 シーズン  |                                                            |    |    |      |
| 開催日              | 大会名                                                     | SP | FS | 結果 |
| 2001年2月4日-10日   | 2001年四大陸フィギュアスケート選手権（ソルトレイクシティ） | 3  | 7  | 6    |
| 2000年12月8日-10日  | 第69回全日本フィギュアスケート選手権（長野）               | 3  | 2  | 2    |
| 2000年11月23日-26日 | ISUグランプリシリーズ ラリック杯（パリ）                   | 9  | 9  | 9    |
| 2000年11月16日-19日 | ISUグランプリシリーズ ロシア杯（モスクワ）                 | 6  | 8  | 7    |

| 1999-2000 シーズン  |                                                              |    |    |      |
| 開催日              | 大会名                                                       | SP | FS | 結果 |
| 1999年12月24日-26日 | 第68回全日本フィギュアスケート選手権（福岡）                 | 2  | 6  | 5    |
| 1999年12月2日-5日   | ISUグランプリシリーズ NHK杯（名古屋）                        | 5  | 5  | 5    |
| 1999年11月11日-14日 | ISUグランプリシリーズ スパルカッセン杯（ゲルゼンキルヒェン） | 4  | 6  | 5    |

| 1998-1999 シーズン     |                                                        |    |    |      |
| 開催日                 | 大会名                                                 | SP | FS | 結果 |
| 1999年2月21日-28日     | 1999年四大陸フィギュアスケート選手権（ハリファックス） | 7  | 6  | 6    |
| 1999年1月30日-2月6日   | 1999年アジア冬季競技大会（江原道）                     | 1  | 2  | 2    |
| 1999年1月15日-17日     | 第67回全日本フィギュアスケート選手権（横浜）           | 1  | 1  | 1    |
| 1998年12月3日-6日      | ISUグランプリシリーズ NHK杯（札幌）                    | 8  | 8  | 8    |
| 1998年10月28日-11月1日 | ISUグランプリシリーズ スケートアメリカ（デトロイト）   | 10 | 9  | 9    |

| 1997-1998 シーズン     |                                                                |      |    |    |      |
| 開催日                 | 大会名                                                         | 予選 | SP | FS | 結果 |
| 1998年3月27日-4月5日   | 1998年世界フィギュアスケート選手権（ミネアポリス）             | 7    | 22 | 21 | 22   |
| 1998年2月7日-22日      | 長野オリンピック（長野）                                       | -    | 14 | 14 | 13   |
| 1997年12月26日-28日    | アジア選手権                                                   | -    | 1  | 1  | 1    |
| 1997年12月12日-14日    | 第66回全日本フィギュアスケート選手権（神戸）                   | -    | 2  | 1  | 1    |
| 1997年11月27日-30日    | ISUチャンピオンシリーズ NHK杯（長野）                          | -    | 6  | 6  | 6    |
| 1997年10月31日-11月2日 | ISUチャンピオンシリーズ スパルカッセン杯（ゲルゼンキルヒェン） | -    | 8  | 7  | 7    |

## プログラム
| シーズン  | SP | FS | EX |
| --------- | --- | --- | --- |
| 2005-2006 | 幻想即興曲 作曲：フレデリック・ショパンパガニーニの主題による狂詩曲 作曲：セルゲイ・ラフマニノフ 振付：タチアナ・タラソワ                                                 | トゥーランドット 作曲：ジャコモ・プッチーニ、演奏：ヴァネッサ・メイ 振付：ニコライ・モロゾフ幻想即興曲 作曲：フレデリック・ショパン 振付：タチアナ・タラソワ | ユー・レイズ・ミー・アップ ボーカル：ケルティック・ウーマン 振付：タチアナ・タラソワ、荒川静香                                                                                            |
| 2004-2005 | 蝶々夫人 作曲：ジャコモ・プッチーニ 振付：タチアナ・タラソワ、エフゲニー・プラトフ                                                                                        | ロメオとジュリエット 作曲：ピョートル・チャイコフスキー 振付：タチアナ・タラソワ、エフゲニー・プラトフ                                                       | メモリー ミュージカル『キャッツ』より 作曲：アンドルー・ロイド・ウェバー 振付：タチアナ・タラソワ、エフゲニー・プラトフオペラ座の怪人 作曲：アンドルー・ロイド・ウェバー 振付：阿部奈々美 |
| 2003-2004 | 白鳥の湖 作曲：ピョートル・チャイコフスキー、演奏：クライズラー & カンパニー 振付：ニコライ・モロゾフシェルブールの雨傘 作曲：ミシェル・ルグラン 振付：ニコライ・モロゾフ | トゥーランドット 作曲：ジャコモ・プッチーニ、演奏：ヴァネッサ・メイ 振付：ニコライ・モロゾフ                                                                 | イフ・アイ・ハッド・マイ・ウェイ アルバム『GOLD』より 作曲：フランク・ウィルドーン、ボーカル：リンダ・エダー 振付：佐藤有香                                                               |
| 2002-2003 | 白鳥の湖 作曲：ピョートル・チャイコフスキー、演奏：クライズラー & カンパニー 振付：ニコライ・モロゾフ                                                                     | タイタニック 作曲：ジェイムズ・ホーナー 振付：ニコライ・モロゾフ                                                                                             | シング・シング・シング 作曲：ルイ・プリマ |
| 2001-2002 | タンゲーラ 作曲：マリアーノ・モーレス | トゥーランドット 作曲：ジャコモ・プッチーニ、演奏：ヴァネッサ・メイ 振付：佐藤久美子                                                                         | ウィンド・ソング 作曲：ティム・ジャニス |
| 2000-2001 | テンペスト 作曲：フリッツ・クライスラー | レッド・ヴァイオリン 作曲：ホアキン・ロドリーゴ、編曲：川井郁子                                                                                              | - |
| 1999-2000 | ジャングルファンタジー | ジゼル 作曲：アドルフ・アダン | Zのテーマ （映画「アンツ」より） |
| 1998-1999 | セレナーデ 作曲：フランツ・シューベルト | ムーラン 作曲：ジェリー・ゴールドスミス 振付：佐藤有香 | - |
| 1997-1998 | ジャングルファンタジー 振付：トーラー・クランストン | 赤いけしの花 作曲：レインゴリト・グリエール 振付：トーラー・クランストン                                                                                     | - |
| 1996-1997 | ファニーガール トースト・オブ・ザ・タウン | ミス・サイゴン 作曲：クロード＝ミシェル・シェーンベルク | - |
| 1995-1996 | ファニーガール トースト・オブ・ザ・タウン | 海賊 作曲：リッカルド・ドリゴ | ルッキング・スルー・ジ・アイズ・オブ・ラブ 映画『アイス・キャッスル』より ボーカル：メリサ・マンチェスター                                                                                |
| 1994-1995 | | パリの喜び 天国と地獄 作曲：ジャック・オッフェンバック | - |

## メディア出演など

### テレビ
- テレビ東京系列 北京オリンピックメインキャスター（2008年）
- 日本テレビ系列 バンクーバーオリンピックメインキャスター（2010年）
- 日本テレビ系列 ソチオリンピックメインキャスター（2014年）
- 日本テレビ系列 平昌オリンピックメインキャスター（2018年）
- 日本テレビ系列 北京オリンピックメインキャスター（2022年）
- フジテレビ系列 全日本フィギュアスケート選手権解説（2006年 - ）、世界フィギュアスケート選手権解説（2006年 - ）
- テレビ朝日系列 ISUグランプリシリーズ解説（2006年 - ）
- NHK総合 NHK杯国際フィギュアスケート競技大会解説（2013年 - ）
- 日テレプラス「荒川静香 Friends+α」（2011年10月 - ） - MC
- フジテレビ系列「クイズ$ミリオネア」 2004年10月28日放送（500万円獲得）
- NHK総合・ラジオ第1「第55回NHK紅白歌合戦」2004年12月31日出演（審査員として）
- テレビ朝日系列「7人の女弁護士」 2006年6月1日放送（島崎弥生検察官役）
- フジテレビ系列『すぽると!』（2006年10月31日 - 2007年3月29日「すぽると! on ICE」コーナーのキャスターとして）
- NHK総合・ラジオ第1「第57回NHK紅白歌合戦」2006年12月31日出演（平原綾香「誓い」のゲストとして）。
- フジテレビ系列「サザエさん」5845話、5846話 2007年3月18日放送（本人役[※ 5]）
- フジテレビ系列「ザ・ベストハウス123」2007年3月21日放送
- テレビ東京系列「東急ジルベスターコンサート」2008年12月31日放送
- テレビ東京系列「いい旅・夢気分」2009年9月16日放送（本田武史、荻原次晴とともに宮城県を旅する。途中、アイスリンク仙台で本田とともに練習する）
- NHK総合「NHK歌謡コンサート」2010年1月26日生出演（河口恭吾が歌唱する「Dreamer」の作詞を担当、特別ゲストとして）
- フジテレビ系列「run for money 逃走中」(2012年4月8日、2013年1月6日、13日)
- NHK総合「“花は咲く”スペシャル〜一つの歌がつむぐ物語〜」2012年9月5日放送
- 日本テレビ系列「ぐるナイ ニッポン応援!ゴチSP」2014年2月6日放送（結果+2700円で6位 ブービー）
- テレビ朝日系列 教えて!ヴィンテージソング 2023年10月8日放送[79]

### ラジオ
- JFN「MY OLYMPIC」パーソナリティ（2012年4月 - ）

### CM
- ロッテ「ガーナチョコレート」（2005年）、「雪見だいふく」（2006年）、「キシリトールガム」（2006年）
- トーヨーライス「金芽米」（2006年）
- 日本コカ・コーラ「爽健美茶」（2006年）
- 日清食品「日清焼そば イタリアンU.F.O.」（2006年）
- 弐萬圓堂「イナバウアーフレーム」（2006年）
- 資生堂 「TSUBAKI」（2006年）
- 日本生命保険「2011年の女性たちへ」（2011年）
- アサヒビール「一番麦」（2011年）
- ヤクルト「腸人会議」（2011年、福澤朗と共演）
- シーメンス「デジタル補聴器」（2014年）
- ミスタードーナツ「のびのびポン・デ・リング」（2016年）[80]
- ENEOS「ENEOSエネルギーソング フィギュアスケート」編（2018年）
- ユニリーバ・ジャパン「ラックススーパーリッチシャイン　私の輝き方は私が選ぶ」編（2019年）

### 映画
- ゴーちゃん。〜モコと氷の上の約束〜（2018年） - 荒水さん 役[81]（声の出演）

### 舞台
- 氷艶 hyoen 2025 -鏡紋の夜叉-（2025年7月5日 - 7日、横浜アリーナ）[82]

## 受賞

### 栄典
- 紫綬褒章 2006[83]

### 日本オリンピック委員会
- 2002年度JOCスポーツ賞 特別功労賞
- 2005年度JOCスポーツ賞 最優秀賞
- 2006年度JOCオリンピック特別賞

### その他
- 宮城県「宮城県民栄誉賞」（佐々木主浩、田中耕一についで3人目）2006
- 宮城県利府町「町民栄誉賞」および「スポーツ功績賞」[84]2006
- 宮城県仙台市「賛辞の盾」および「特別表彰」[85]2006
- 秋田県男鹿市「特別表彰」（父・晃市が男鹿市出身だったことにちなむ）2006
- 朝日スポーツ賞 2004,2006
- 読売新聞社「日本スポーツ賞 大賞」（2006年度）
- バカラ「バカラ・アスリーツ・オブ・ザ・イヤー」（2006年）
- 新語・流行語大賞 イナバウアー 2006
- サンギ第一回「歯が命アワード」（2015年）[86]
- ベストマザー賞 2017
- 世界フィギュアスケート殿堂入り（2018年）[47]

## 出版物

### 書籍
- Tira mi su 〜だから私はがんばれる！（角川書店、2006年9月） ISBN 9784048839631
- 金メダルへの道（日本放送出版協会、2006年9月） ISBN 9784140811269
- 上村愛子物語・荒川静香物語・本橋麻里物語―Legend of the athlete（集英社、2007年3月2日） ISBN 9784088743691
- フィギュアスケートを100倍楽しく見る方法（講談社、2009年11月17日） ISBN 9784062157162
- 15歳の寺子屋 乗り越える力（講談社、2011年5月17日） ISBN 9784062169103
- 誰も語らなかった 知って感じるフィギュアスケート観戦術（朝日新書、2013年12月13日） ISBN 9784022735379

### DVD
- 荒川静香 Moment〜Beautiful skating〜（ポニーキャニオン、2006年）
- トリノ2006オリンピック冬季競技大会 フィギュアスケート（ジェネオンエンタテインメント、2006年）
- スケート靴の約束 〜名古屋女子フィギュア物語〜（ポニーキャニオン、2014年）
- 花は咲く on ICE 〜荒川静香 羽生結弦〜（NHKエンタープライズ、2015年12月18日）[87]

### CD
- 「花は咲く」花は咲くプロジェクト（2012年5月23日）

### その他
- 荒川静香 2007年 カレンダー（トライエックス、2006年） ISBN 9784777432615
- 荒川静香-2006-メモリアル切手（エバーユアーズ、2006年）
- 荒川静香監修 フィギュアスケート・ミュージック・コレクション（ビクターエンタテインメント、2009年）